# ダウニングタウン駅
ダウニングタウン駅（英語：Downingtown station）は、ペンシルベニア州ダウニングタウンにある駅。 住所は下記の通り。
アムトラック…ウェスト・ランカスター・アヴェニューおよびスチュアート・アヴェニュー
セプタ…ヴァイダクト・アヴェニュー159

## 利用可能な鉄道路線／列車
アムトラックキーストン回廊のダウニングタウン駅に停車する列車は下記の通り。
ハリスバーグとニューヨーク間の昼行中距離列車キーストン・サービス号…1日11往復停車（平日）
フィラデルフィアよりダウニングタウンを経てハリスバーグに至る区間はキーストン・サービス号により高速かつ高頻度に列車が運行されている。
南東ペンシルベニア交通局（セプタ）の発着路線は下記の通り。
ソーンデール駅とテンプル大学駅を結ぶセプタパオリ・ソーンデール線